# كارل هينرش بكر
كارل هينرش بكر (بالألمانية: Carl Henrich Becker) (1876 - 1933 م) هو مستشرق ألماني وسياسي.

## النشأة ودراسته
ولد بكر في أمستردام لأب مصرفي،درس في جامعات لوزان، هايدلبرغ وبرلين، وسافر إلى إسبانيا، السودان، اليونان، وتركيا قبل حصوله على الدكتوراه في عام 1899.